# Asuna Tanaka
Asuna Tanaka (田中 明日菜, 23 de abril de 1988) és una futbolista japonesa.

## Selecció del Japó
Va debutar amb la selecció del Japó el 2011. Va disputar 39 partits amb la selecció del Japó. Ha disputat Copa del Món de 2011, 2015 i Jocs Olímpics d'estiu de 2012.

## Estadístiques
| Selecció del Japó | Selecció del Japó | Selecció del Japó |
| Anys              | Partits           | Gols              |
| ----------------- | ----------------- | ----------------- |
| 2011              | 6                 | 2                 |
| 2012              | 13                | 1                 |
| 2013              | 9                 | 0                 |
| 2014              | 2                 | 0                 |
| 2015              | 6                 | 0                 |
| 2016              | 3                 | 0                 |
| Total             | 39                | 3                 |